# غرنوقي برانسي
غرنوقي برانسي (الاسم العلمي:Geranium pyrenaicum) هو نوع من النباتات يتبع جنس الغرنوقي من الفصيلة الغرنوقية. سمي هذا النوع نسبةً إلى جبال البرانس في إسبانيا.